# Гар'юмаа
Гар'юмаа (ест. Harju maakond або Harjumaa) — один з 15 повітів Естонії. Адміністративний центр — Таллінн. З 2009 року старійшина мааконду — Юлле Раясалу (Ülle Rajasalu).
Гар'юмаа знаходиться на березі Фінської затоки.

## Населення
Для повіту, на відміну від Естонії в цілому, характерний невеликий природний приріст населення, що пояснюється вищим рівнем життя в столиці і кращою системою охорони здоров'я. Станом на 1 січня 2012 року в ньому проживали 529 898 осіб (це найнаселеніший повіт країни), з яких 46,12 % чоловічої та 53,88 % жіночої статі. Близько 75 % населення повіту проживає в місті Таллінні. Загальний коефіцієнт народжуваності в повіті склав в 2006 р. 11,9 ‰, смертності 11,4 ‰, а коефіцієнт природного приросту відповідно 0,5 ‰.
Характерною рисою повіту завжди була його багатонаціональність. Раніше численні німці майже не представлені, проте в повіті проживає найбільша в Естонії російськомовна меншість. Естонці становлять 60,24 % населення (319  тис.), росіяни 32 % (170  тис.), українці 3,2 %, білоруси 1,7 %, інші 2,9 % (фіни, німці, татари, вірмени, євреї). 14,1 % знаходяться у віці 0—14 років, працездатне населення 70,1 %, старше 65 років 15,7 %. Густота населення 120,3 чол./км² (це найгустонаселеніший повіт в країні).

## Адміністративно-територіальний поділ
З 2017 року повіт в адміністративному відношенні поділяється на 16 муніципалітетів: 4 міста і 12 волостей.
Міські муніципалітети:
 Кейла (ест. Keila)
 Локса (ест. Loksa)
 Маарду (ест. Maardu)
 Таллінн (ест. Tallinn)
Волості:
 Анія (ест. Anija vald); разом із містом  Кехра (ест. Kehra)
 Віймсі (ест. Viimsi vald)
 Гарку (ест. Harku vald)
 Йиеляхтме (ест. Jõelähtme vald)
 Кійлі (ест. Kiili vald)
 Козе (ест. Kose vald)
 Куусалу (ест. Kuusalu vald)
Ляене-Гар'ю (ест. Lääne-Harju vald)
 Раазіку (ест. Raasiku vald)
 Рае (ест. Rae vald)
 Саку (ест. Saku vald)
 Сауе (ест. Saue vald)
До реформи 2017 року повіт поділявся на 24 муніципалітети: 6 міст і 18 волостей.

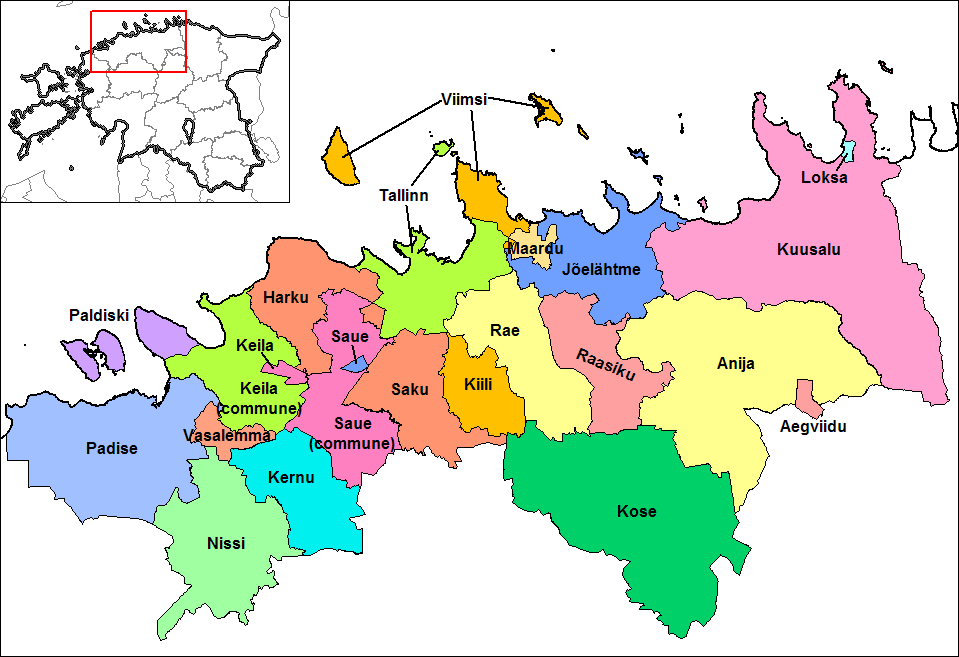
Муніципалітети Гар'юмаа

Міські муніципалітети:
 Кейла (ест. Keila)
 Локса (ест. Loksa)
 Маарду (ест. Maardu)
 Палдіскі (ест. Paldiski)
 Сауе (ест. Saue)
 Таллінн (ест. Tallinn)
Волості:
 Аегвійду (ест. Aegviidu alevvald)
 Анія (ест. Anija vald); разом із містом  Кехра (ест. Kehra)
 Вазалемма (ест. Vasalemma vald)
 Віймсі (ест. Viimsi vald)
 Гарку (ест. Harku vald)
 Йиеляхтме (ест. Jõelähtme vald)
 Кейла (ест. Keila vald)
 Керну (ест. Kernu vald)
 Кійлі (ест. Kiili vald)
 Козе (ест. Kose vald)
 Куусалу (ест. Kuusalu vald)
 Ніссі (ест. Nissi vald)
 Падізе (ест. Padise vald)
 Раазіку (ест. Raasiku vald)
 Рае (ест. Rae vald)
 Саку (ест. Saku vald)
 Сауе (ест. Saue vald)

## Найбільші міста
Міста з населенням понад 2,5 тисяч осіб:
| Назва міста | Населення, осіб (2009) |
| ----------- | ---------------------- |
| Таллінн     | 398594                 |
| Маарду      | 16531                  |
| Кейла       | 9389                   |
| Сауе        | 5187                   |
| Палдіскі    | 4133                   |
| Локса       | 3405                   |
| Кехра       | 3116                   |

## Культура та освіта
Із Гар'юмаа йдуть по всій Естонії теле- та радіо- хвилі. У Таллінні знаходиться Російський драматичний театр Естонії, Талліннський молодіжний театр, Театр «Естонія» і т. д. Ще в Таллінні та Гар'юмаа знаходиться багато навчальних закладів у тому числі й університетів.

## Галерея

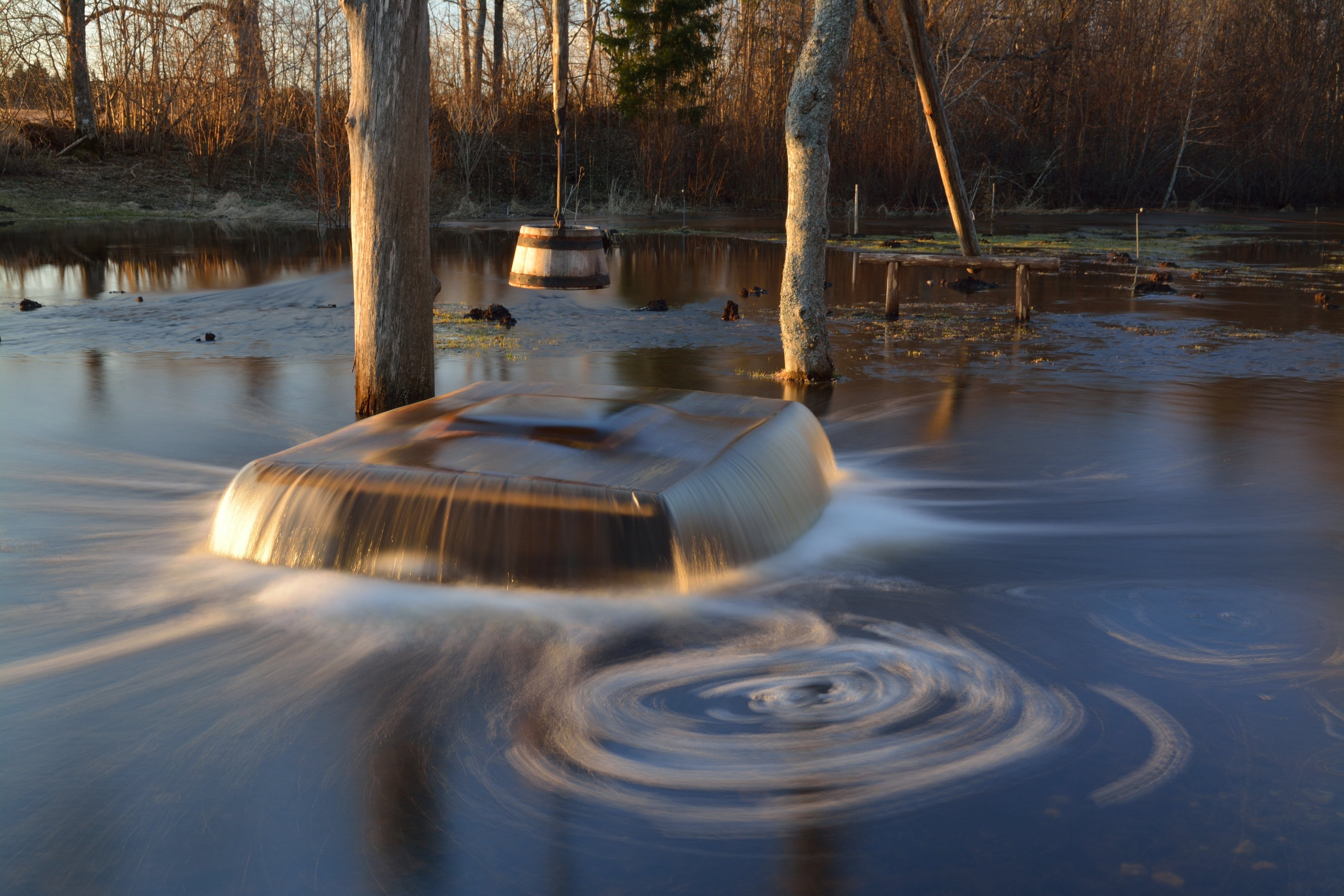
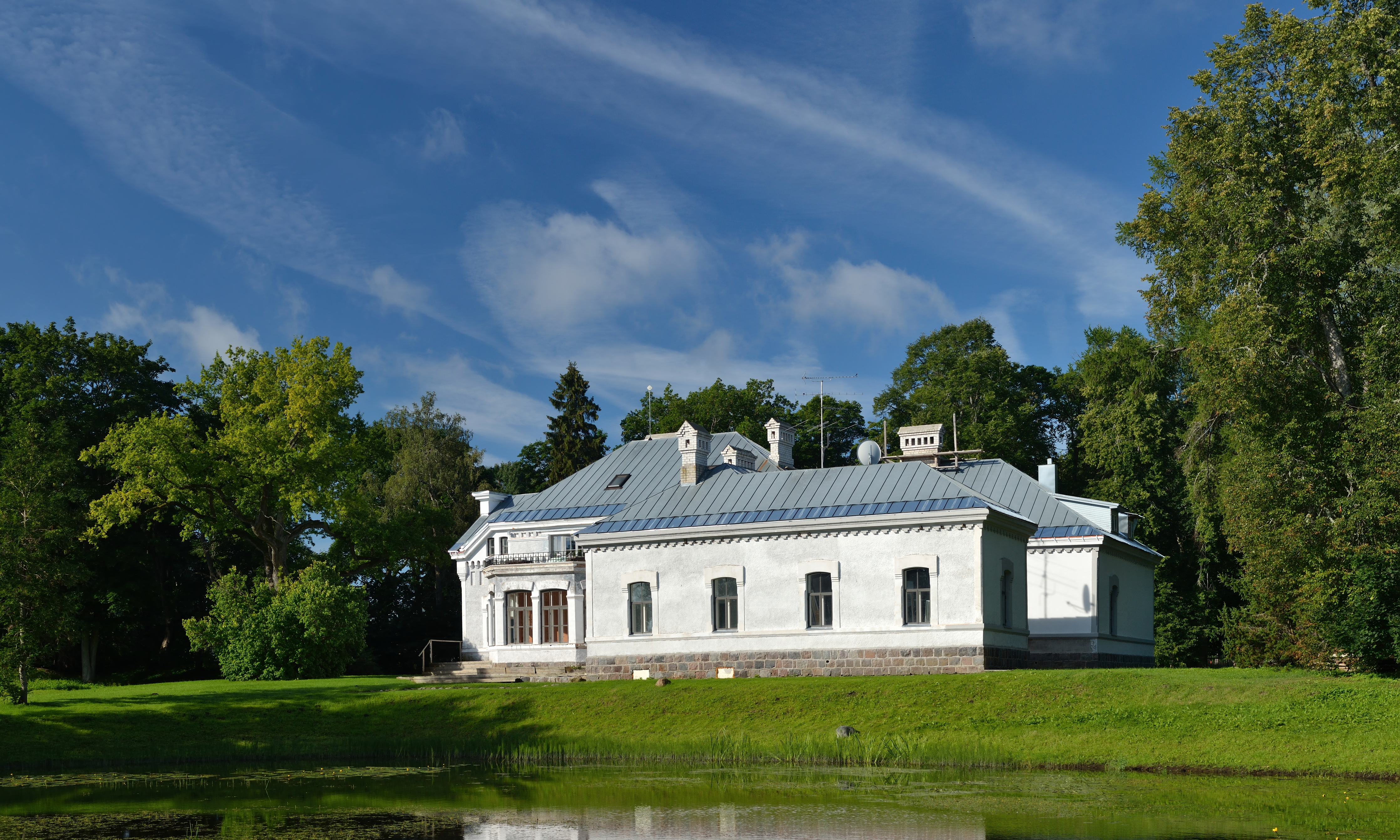
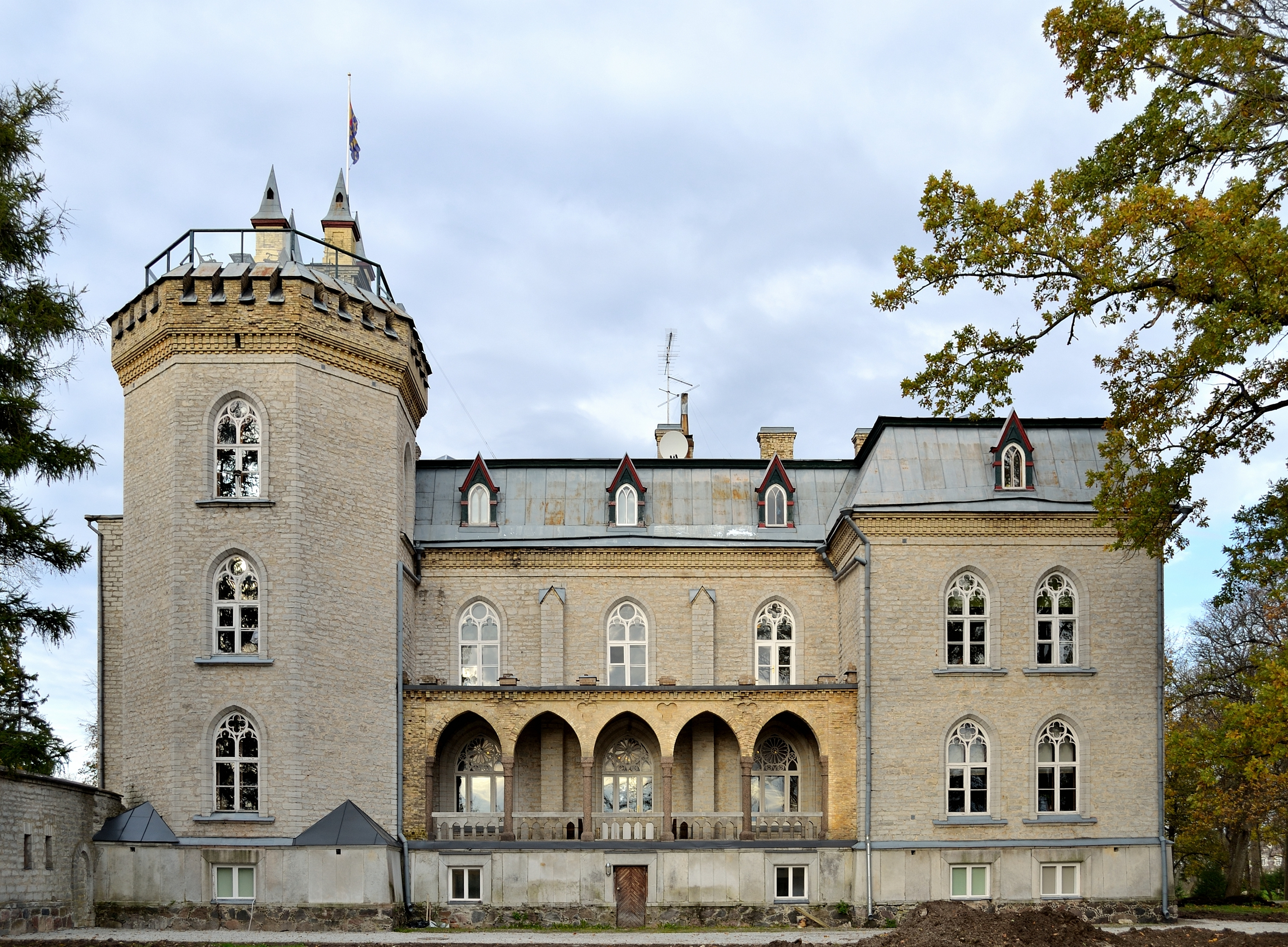
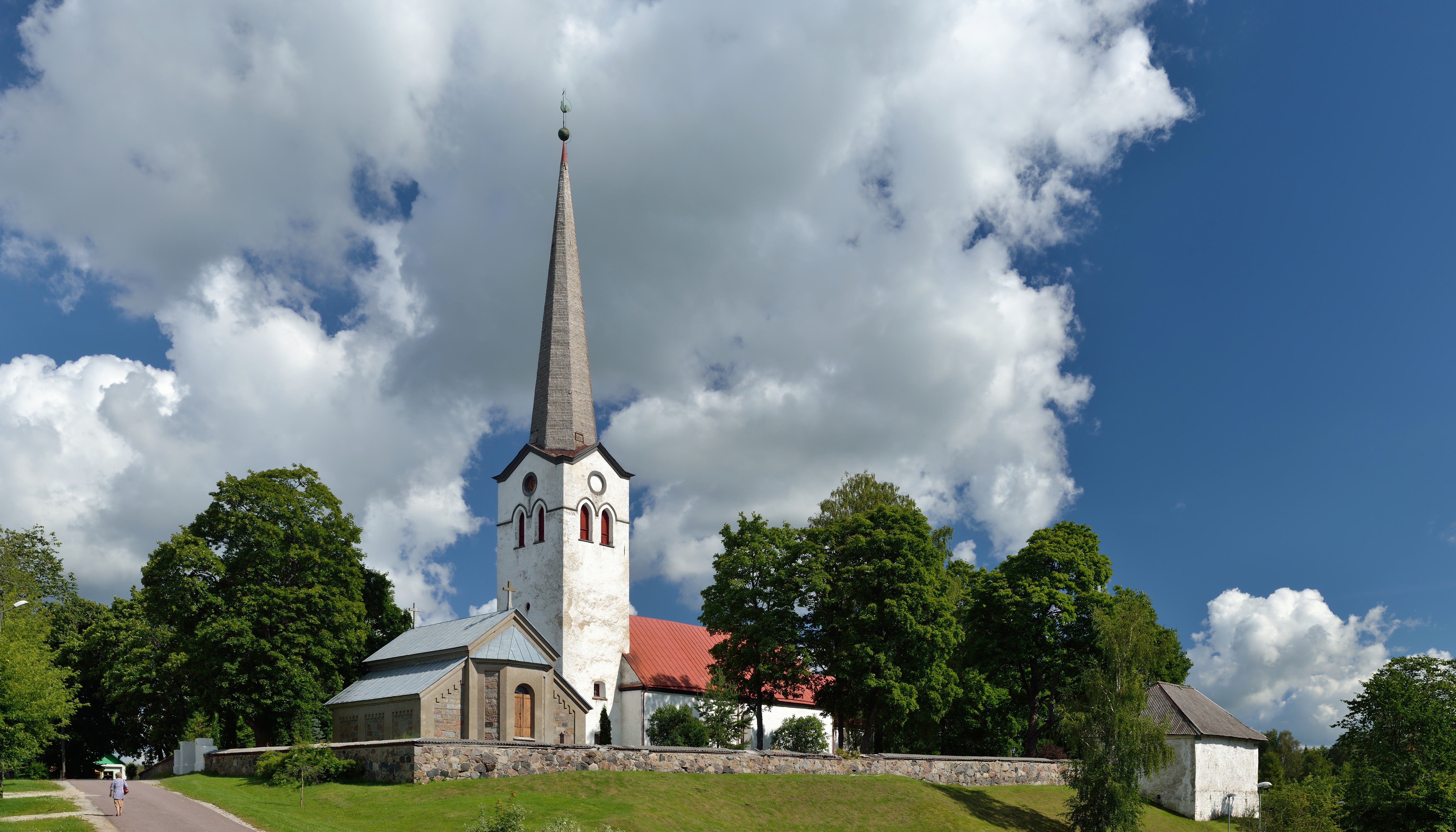
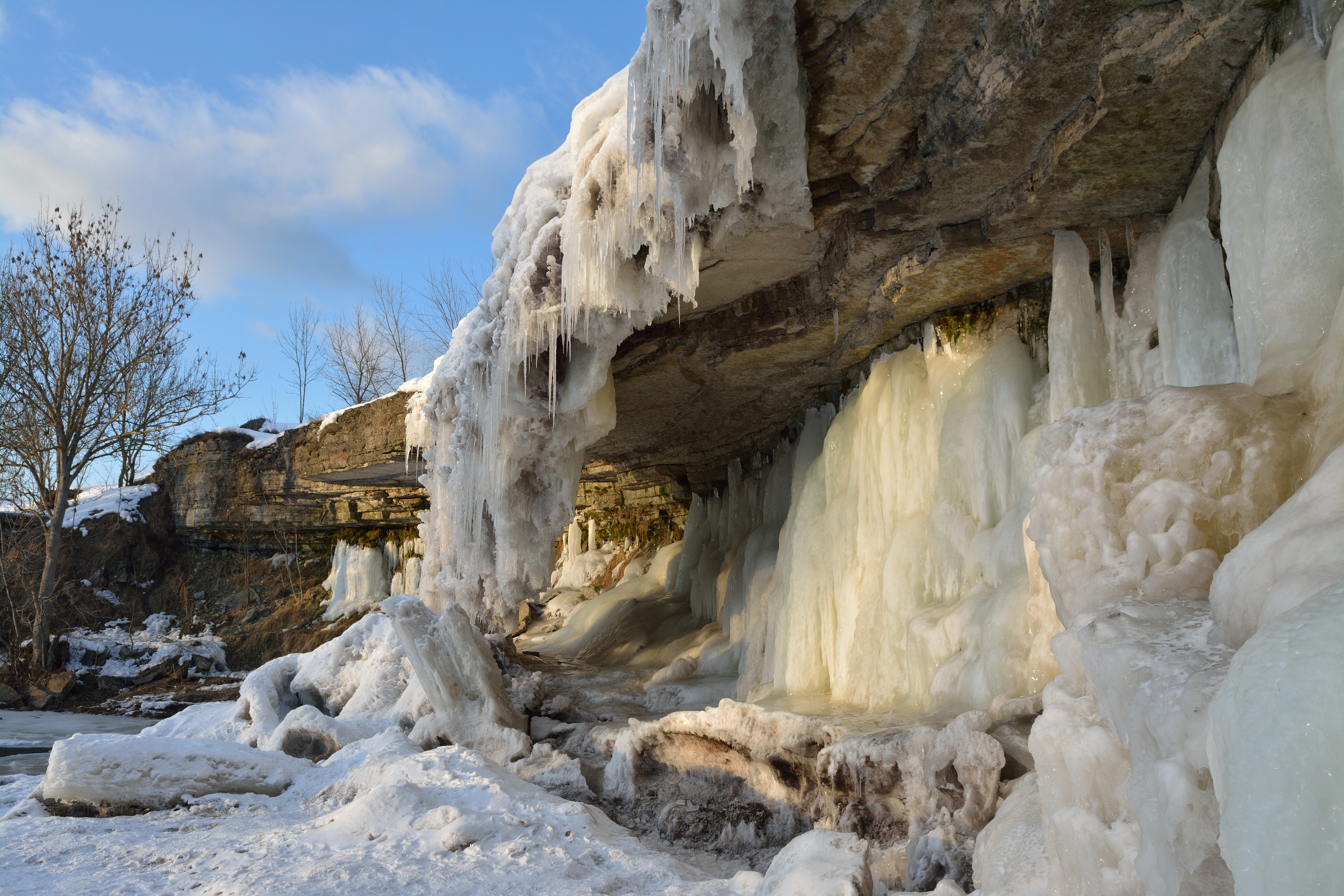
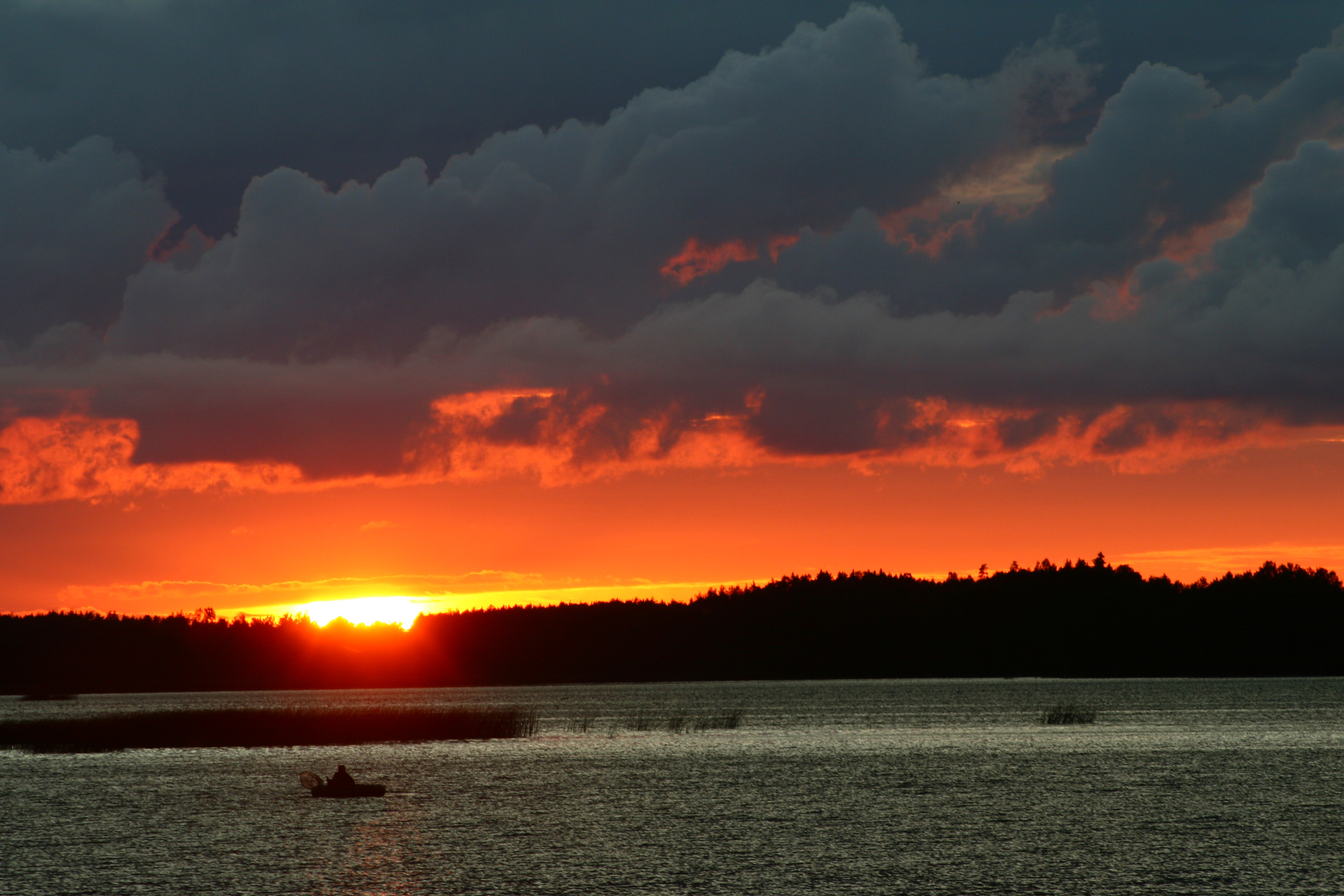
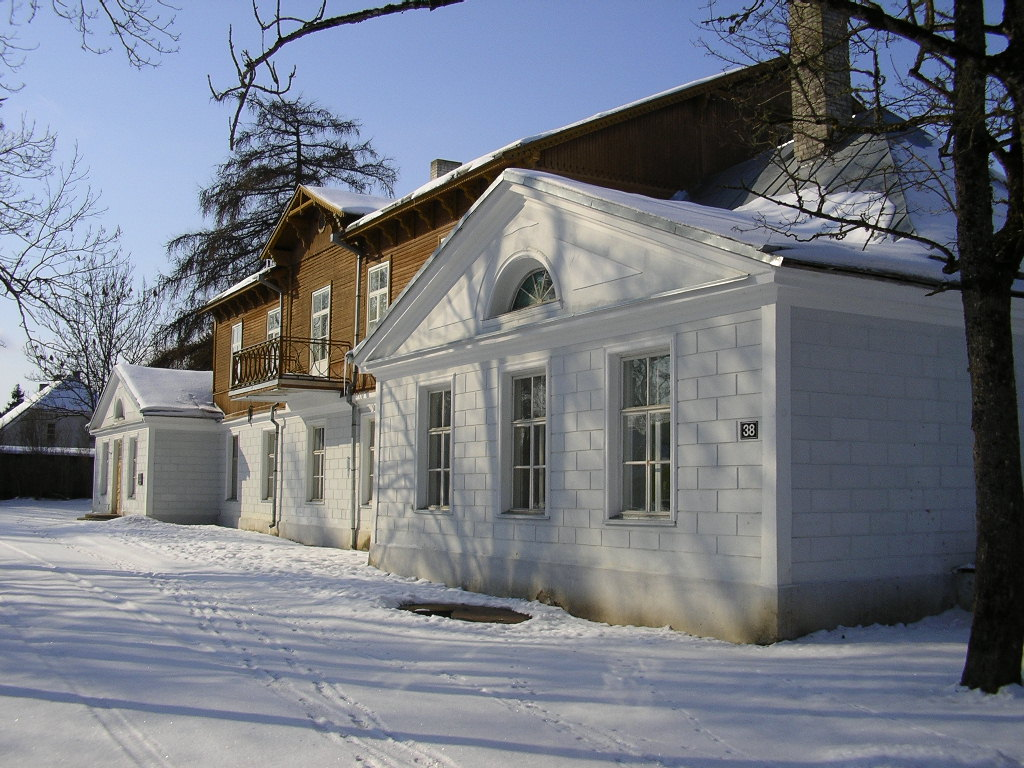